# قره‌باغ (غزنی)
قره‌باغ نام یکی از ولسوالی های ولایت غزنی افغانستان است. همچنین نام شهری واقع در مرکز ولسوالی قره‌باغ، ولایت غزنی، افغانستان است.
جمعیت ساکن در ولسوالی قره باغ از هزاره های افغانستان می باشد.